# Thorius troglodytes
Thorius troglodytes là một loài kỳ giông trong họ Plethodontidae, là loài đặc hữu của México.
Môi trường sống tự nhiên của chúng là vùng núi ẩm nhiệt đới hoặc cận nhiệt đới và rừng trước đây suy thoái nghiêm trọng. Tuy nhiên, loài này đang bị đe dọa vì mất môi trường sống.